# Estadio Junactva
El Estadio Junactva (en bielorruso: Юнацтва) también llamado Estadio Yunost es un estadio multiusos utilizado principalmente para partidos de fútbol ubicado en la ciudad de Mozyr en Bielorrusia y que actualmente es la sede del FC Slavia-Mozyr.

## Historia
La construcción del estadio comenzó en 1979 y luego fue el estadio de la escuela secundaria número 3. Más tarde, el estadio deportivo alcanzó un nivel más serio y el club de fútbol profesional FC Slavia-Mozyr comenzó a jugar en él.
Desde 1992 es conocido como estadio "Juventud", y comenzó a albergar partidos del campeonato de fútbol de Bielorrusia. En mayo de 1996 comenzó la primera etapa de reconstrucción de la instalación deportiva: se construyó un edificio administrativo, se pavimentaron pistas para correr, se amplió el campo y aparecieron las primeras tribunas entonces todavía de madera. La segunda etapa de reconstrucción tuvo lugar en 1997-1998. En las gradas se instalaron asientos de plástico, se construyó un edificio especial con vestuarios para los futbolistas y una sala para los árbitros.
Actualmente, el estadio cuenta con una grada abierta, que alberga un edificio administrativo con salas para invitados de honor y periodistas. Frente a la tribuna hay un edificio con vestuarios para los futbolistas y una sala para los árbitros. En 2010 se le instaló un marcador electrónico. El césped del estadio es natural, no hay calefacción ni iluminación artificial en el campo de fútbol.
El 3 de noviembre de 1995, 19.500 espectadores vieron el partido del FC Slavia-Mozyr contra el FC Dinamo Minsk. Hasta el día de hoy esta cifra sigue siendo el récord de asistencia a un partido del campeonato de fútbol bielorruso.